# الوعرة (فرع العدين)

تعديل مصدري - تعديل

الوعرة محلة تابعة لقرية عرعرة، التابعة لعزلة بني احمد والثلث بمديرية فرع العدين إحدى مديريات محافظة إب في الجمهورية اليمنية، بلغ تعداد سكانها 27 حسب تعداد اليمن لعام 2004.